# Museo Alemán de la Higiene
El Museo Alemán de la Higiene (en alemán: Deutsches Hygiene-Museum) es un museo científico situado en Dresde (Alemania). Fue fundado en 1912 y en la actualidad se define como un "foro público para la ciencia, la cultura y la sociedad". El edificio actual se inauguró en 1930 y, tras los graves daños causados por los bombardeos de febrero de 1945, se reconstruyó durante la época de la RDA y se sometió a una profunda remodelación entre 2001 y 2005. Se trata de un centro de exposiciones y eventos muy popular, y es uno de los museos más visitados de Dresde, con unos 240.000 visitantes al año (2022).

## Historia

### Fundación y primeros años

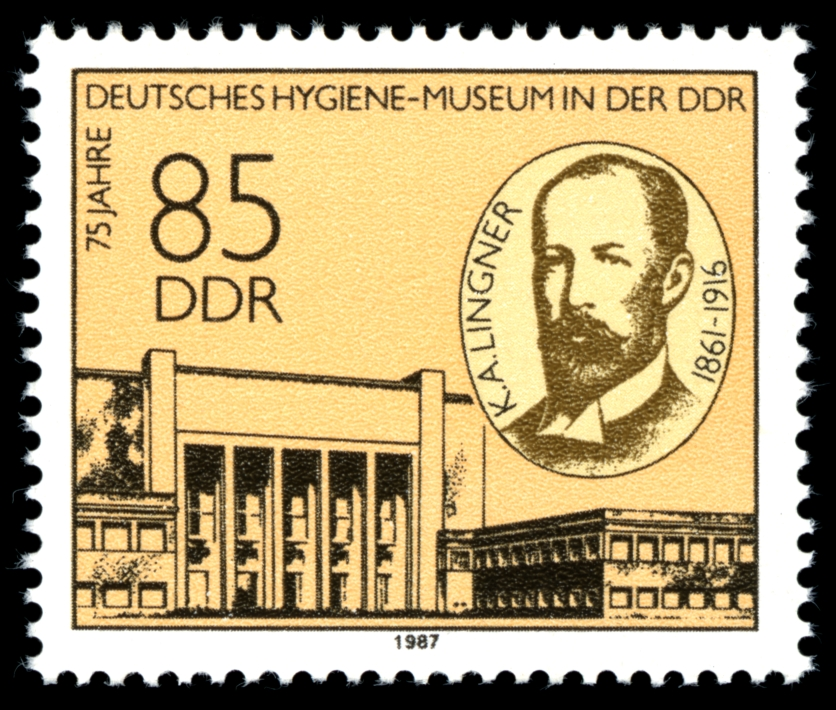
Sello de la RDA de 1987 con motivo del "75º aniversario del Museo Alemán de la Higiene"

El museo fue fundado en 1912 como "Centro de Educación Popular para el Cuidado de la Salud" por Karl August Lingner, un industrial y fabricante de productos de higiene bucal, tras la I Exposición Internacional de Higiene, celebrada en Dresde en 1911, en medio del clima general de reformas que se extendió por muchos ámbitos de la sociedad tras el cambio de siglo. En aquella época, la higiene se entendía en su sentido más amplio como una expresión de progreso y modernidad: en la sanidad y el urbanismo, en el mundo del trabajo y el ocio, o en el deporte y la higiene personal. Por tanto, la higiene encarnaba la idea de una sociedad organizada con arreglo a los conocimientos científicos, que aspiraba a que los individuos y amplios sectores de la población pudieran disfrutar de una vida saludable. En este contexto, el Imperio alemán invirtió numerosos recursos en la construcción de numerosas instituciones sanitarias (públicas) y nuevas escuelas para mejorar las condiciones sanitarias de los sectores más desfavorecidos de la sociedad. Según expresó el propio Lingner:

"El Museo de la Higiene debe ser un espacio didáctico para toda la población, en el que todos puedan adquirir conocimientos que les permitan llevar una vida responsable y saludable".

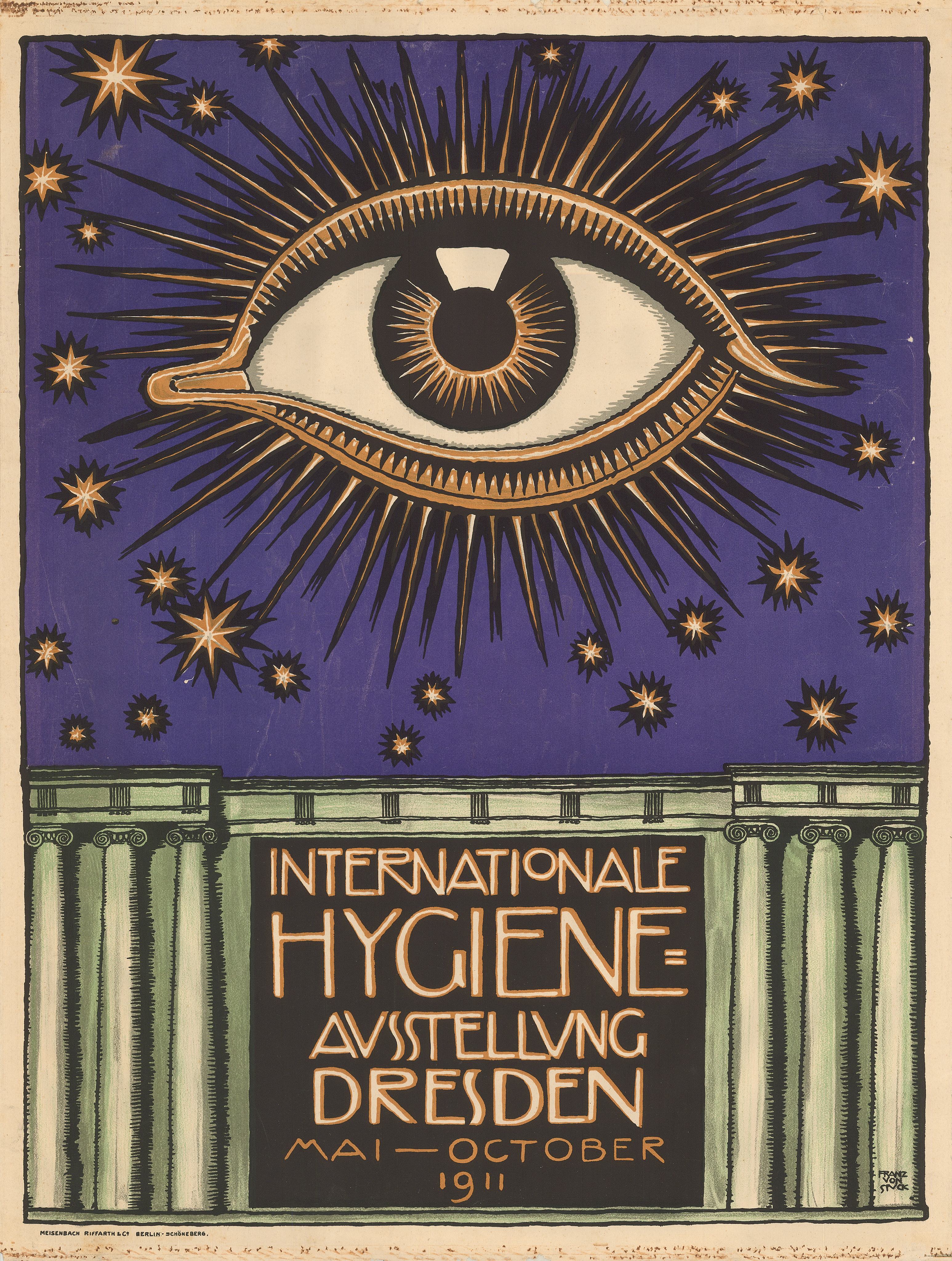
Cartel de la Exposición Internacional de Higiene de Dresde de 1911, obra de Franz von Stuck

Lingner se situaba así en la tradición de la definición kantiana de la Ilustración. Se puso especial énfasis en el conocimiento de la anatomía humana, pero también se abordaban cuestiones relativas a la alimentación saludable, la higiene personal y la promoción de la salud. Se concibieron diversas técnicas de divulgación, de fácil comprensión para el público en general, cuya metodología sirvió para diseñar exposiciones itinerantes por toda Alemania.
En 1930, con motivo de la celebración de la II Exposición Internacional de Higiene, el museo se trasladó al edificio que ocupa hoy en día, ubicado al oeste del Großer Garten. Fue diseñado por el arquitecto Wilhelm Kreis en un estilo que combinaba las líneas claras de la Bauhaus con elementos neoclásicos. También para la ocasión, el artista gráfico Willy Petzold introdujo el ojo como logotipo del museo, diseño que aún se utiliza hoy en día. La versión original, obra del artista Franz von Stuck y de estilo Art Nouveau, ya había sido el logotipo de la I Exposición de Higiene, celebrada en 1911.
La principal atracción del museo era y sigue siendo hoy en día un modelo anatómico de acetato de celulosa conocido como el "Hombre Transparente" (Gläserner Mensch) de 1930, al que siguió la "Mujer Transparente" (Gläserne Frau) en 1935. A lo largo de los años, los talleres del museo han producido numerosas réplicas de estos modelos para distintos museos de todo el mundo. También resultó innovador el concepto de "museo social", que pretendía informar al ciudadano sobre los últimos descubrimientos en los campos de la medicina y la biología.

### El Tercer Reich y la guerra

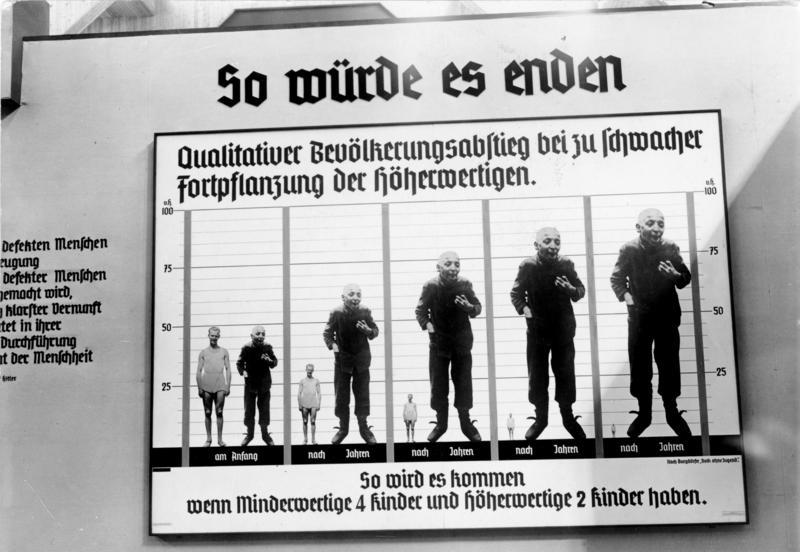
Propaganda eugenésica en la exposición itinerante "El milagro de la vida" (Berlín, 1935)

Durante el Tercer Reich, el museo cayó en manos de los nazis, que lo utilizaron para producir material propagandístico de su ideología racial y de promoción de la eugenesia y la eutanasia. Como ejemplo cabe citar la divulgación de la Ley de Prevención de Enfermedades Hereditarias, que entró en vigor el 1 de enero de 1934 y que sirvió de base para la esterilización forzosa de varios cientos de miles de mujeres y hombres hasta 1945. En 1934, con la exposición "Pueblo y raza" (Volk und Rasse) y tres años más tarde con la exposición itinerante "Pueblo eterno" (Ewiges Volk), se adhirió sin reservas a la consigna de "mantener el cuerpo nacional alemán limpio de elementos extraños". Las exposiciones itinerantes sobre el tema que se realizaron en Alemania y en el extranjero se caracterizaron por sus excesos pseudocientíficos. Entre ellas se encuentran "La nueva eugenesia en Alemania" (New Eugenics in Germany) en EE. UU. en 1934 y "El milagro de la vida" (Wunder des Lebens) en Berlín en 1935. Durante la época nacionalsocialista, la Academia Estatal para la Higiene Racial y Sanitaria (Staatsakademie für Rassen- und Gesundheitspflege), una institución de investigación y enseñanza dedicada a la propaganda y la formación política en materia racial, estaba vinculada organizativa y físicamente al museo.
En abril y mayo de 1944, en plena guerra, se celebró en el Museo de la Higiene el último Concurso Profesional del Reich (Reichsberufswettkampf). Gran parte del edificio y de las colecciones fueron destruidos por los bombardeos de 1945. El ala sur y el atrio fueron destruidos por una bomba, y las alas oeste y norte también sufrieron graves daños. Las salas de exposición, los talleres, las oficinas y la biblioteca científica no sobrevivieron a los bombardeos. Sólo la planta baja del edificio principal permaneció relativamente intacta.

### La posguerra y la RDA

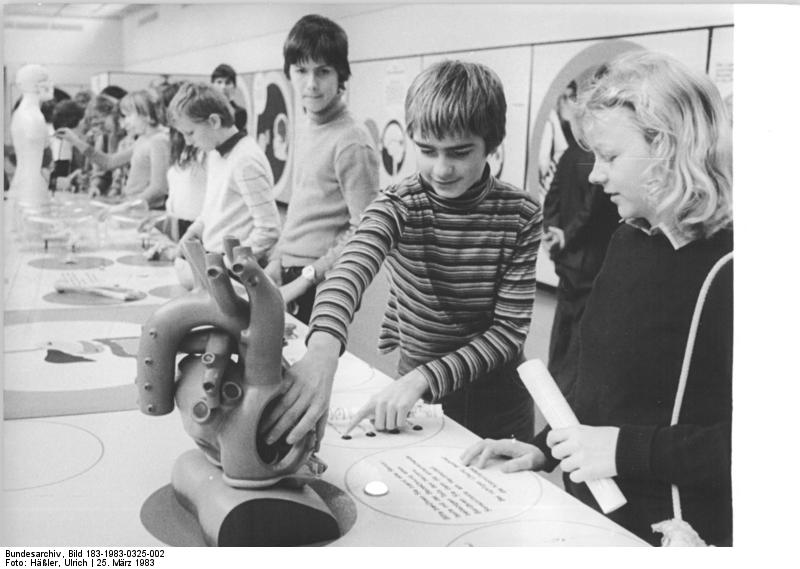
Jóvenes ponen a prueba sus conocimientos sobre la estructura del corazón humano (1983)

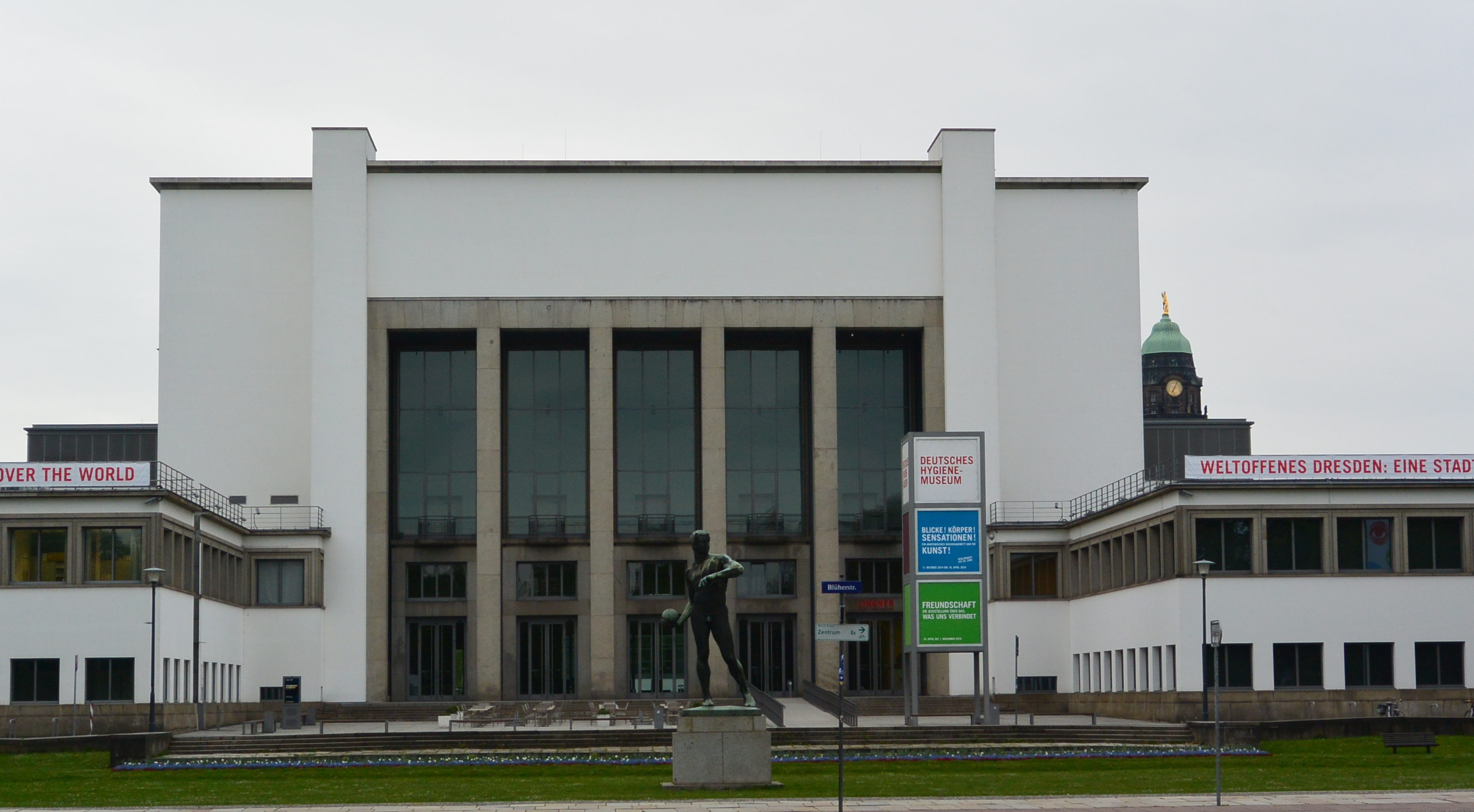
La escultura "El lanzador de pelota" (Der Ballwerfer), obra de Richard Daniel Fabricius, que ya figuraba en la Exposición de Higiene de 1911, se instaló delante del Museo Alemán de Higiene tras ser restaurada a principios de los años 80. El modelo fue el atleta Ewald Redam, que también lo fue para el Hércules dorado que corona la torre del ayuntamiento de Dresde, al fondo a la derecha

Una vez finalizada la guerra, la administración militar soviética se interesó por la rehabilitación del edificio, ya que la educación sobre las enfermedades y la forma de combatirlas era más importante que nunca para la población en los años de posguerra. En 1946, el museo quedó bajo el control de la Administración Central Alemana de Sanidad en la zona de ocupación soviética y su reconstrucción fue financiada por dos loterías del estado de Sajonia. En 1946 se celebró la primera exposición de la posguerra, dedicada en su mayor parte a las enfermedades venéreas. Con la fundación de la República Democrática Alemana, el museo pasó a depender del Ministerio de Educación Nacional, y en 1954 pasó a llamarse "Instituto Central de Educación Médica" (Zentralinstitut für Medizinische Aufklärung).
En la época de la República Democrática Alemana, el museo recuperó su función de divulgador de información sobre salud pública, de forma análoga al Centro Federal de Educación para la Salud (Bundeszentrale für gesundheitliche Aufklärung)
de Alemania Occidental. Elaboró una amplia gama de materiales educativos, como por ejemplo cortometrajes que trataban temas como el tabaquismo, la lactancia materna, las enfermedades de transmisión sexual y el embarazo en la adolescencia. Hasta 1990 el museo tenía una mascota, un muñeco llamado Kundi, que se utilizaba para inculcar a los niños hábitos de higiene y vida saludable. Kundi se convirtió en un personaje muy popular en la RDA y aparecía en la televisión, en folletos y en numerosos materiales educativos. De 1982 a 1991, el museo gozó del estatus de Centro Colaborador de la Organización Mundial de la Salud en el ámbito de la educación para la salud. En 1988, el museo, en colaboración con activistas gais y lesbianas de Alemania Oriental, encargó a los estudios cinematográficos DEFA la realización del documental Die andere Liebe ("El otro amor"), la primera película de Alemania Oriental que abordaba el tema de la homosexualidad. El museo también fue responsable de la producción del único documental sobre la prevención del VIH/sida en la RDA, Liebe ohne Angst ("Amor sin miedo"), en 1989.

### Tras la reunificación
En 1991, tras la reunificación alemana, el museo adoptó una concepción completamente nueva, continuadora del espíritu de sus orígenes pero con medios modernos. Se prescindió de la figura de Kundi, ya que utilizaba un telescopio para comprobar que los niños se lavaran las manos y se cepillaran los dientes correctamente y ello recordaba a los métodos de vigilancia de la Stasi. En 2001 fue incluido en el Libro Azul del Gobierno alemán, una lista de una veintena de instituciones culturales de importancia nacional en la antigua Alemania Oriental denominadas "Faros Culturales". Entre 2001 y 2005, el museo fue sometido a una renovación y una reconstrucción parcial bajo la dirección del arquitecto Peter Kulka.

## Exposiciones, fondos y otras actividades

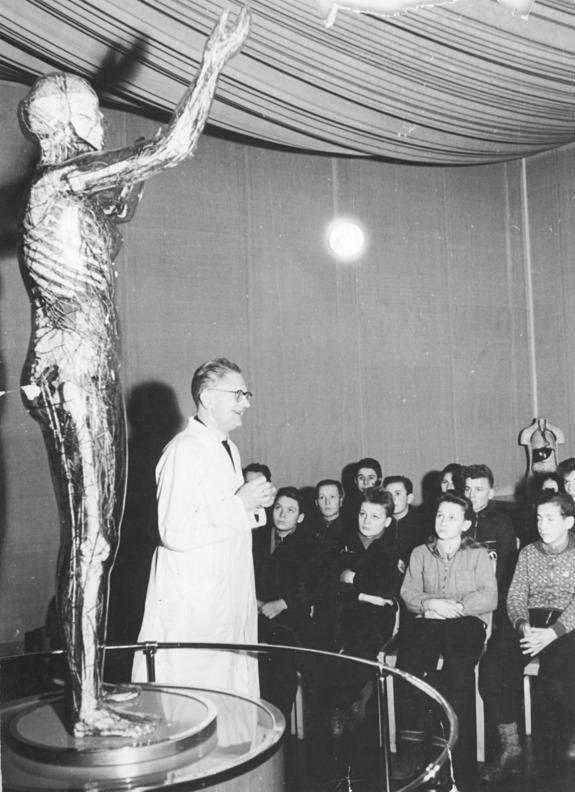
La "Mujer Transparente" (1958)

El museo cuenta con una exposición permanente titulada "Aventura humana" (Abenteuer Mensch), que versa sobre los seres humanos, sus cuerpos y su salud en sus contextos sociales y culturales. El Museo Infantil "El Mundo de los Sentidos" (Kinder-Museum Welt der Sinne) ofrece una visión lúdica de los sentidos del ser humano y sus capacidades.
La extensa colección del museo recorre la historia del cuerpo humano y las distintas formas de tratarlo a través de la historia, particularmente desde principios del siglo XX hasta nuestros días. Se exponen objetos cotidianos que se utilizaban para el tratamiento y cuidado personal del cuerpo y que documentan prácticas corporales típicas de la época. La colección también incluye medios y productos que se utilizaban en campañas de salud pública o exposiciones para popularizar el conocimiento del cuerpo y  los hábitos de vida saludables.
El museo programa exposiciones especiales de carácter temporal que abordan cuestiones como las relaciones actuales o históricas entre la medicina, la sociedad, el arte y la cultura. Suelen estar diseñadas por equipos interdisciplinarios de conservadores, artistas, decoradores y artistas plásticos, en colaboración con instituciones científicas alemanas y extranjeras. Como complemento a las exposiciones, el museo organiza cada año actos científicos y culturales, como conferencias, congresos, debates, lecturas literarias y conciertos. El centro de conferencias del museo tiene capacidad para varios centenares de personas.

### Actividades para niños
Las actividades para el público infantil gozan de una larga tradición en el museo: en la época de la RDA se introdujo el muñeco "Kundi" para popularizar conceptos básicos de salud e higiene entre los visitantes más jóvenes de una forma amena y adaptada a ellos. Más recientemente, se han creado visitas guiadas, un museo infantil y exposiciones especiales para los distintos grupos de edad, centradas en los cinco sentidos, el cuerpo humano y el nacimiento.

## Patrocinio
El Museo de la Higiene cuenta con el patrocinio de la Fundación del Museo Alemán de la Higiene (Stiftung Deutsches Hygiene-Museum), que tiene como finalidad, según el artículo 2 de sus estatutos, la de "mantener el Museo Alemán de la Higiene con el fin de divulgar la ciencia, en particular mediante exposiciones, conferencias científicas, colecciones y actividades similares". Además de la exposición permanente, otro de los cometidos del museo es la celebración de grandes exposiciones especiales en primavera y otoño de cada año.
Desde el 1 de julio de 1999, la fundación es una entidad de derecho civil sin ánimo de lucro con sede en Dresde. Los socios fundadores son el Estado Federado de Sajonia y la capital del Estado, Dresde. La Fundación recibe anualmente aportaciones del estado de Sajonia y de la ciudad de Dresde a partes iguales para el desempeño de sus funciones.